# Яворський Фелікс Леонідович
Фе́лікс Леоні́дович Яво́рський (рос. Феликс Леонидович Яворский; нар. 3 березня 1932 — пом. 13 грудня 1983) — радянський російський актор кіно. Майстер дубляжу, багато працював над озвучуванням радянських і зарубіжних фільмів.

## Фільмографія
- 1953 — Честь товариша — Савва Братушкин
- 1954 — Запасний гравець — Андрій Старкін, воротар
- 1956 — Безсмертний гарнізон — Гоголев
- 1956 — Карнавальна ніч — керівник хорового кружку
- 1956 — Павло Корчагін — Віктор Лещинский
- 1957 — Незвичайне літо — Мамонтов
- 1957 — Сім'я Ульянових — Олександр Ульянов
- 1958 — Сержанти — курсант Пижов
- 1959 — Я був супутником Сонця — безымянный космонавт
- 1960 — Десять шагов к Востоку — журналист Малько
- 1960 — Народжені жити — Арнольд
- 1961 — Битва в дорозі — парторг Чубасов
- 1961 — Дванадцять супутників — Игор
- 1962 — Гусарська балада — партизан Станкевич
- 1962 — Колеги
- 1963 — Щур на підносі (короткометражный) — молода людина
- 1963 — Тиша
- 1964 — Палата — ординатор
- 1964 — Сокровища республики — Егоршин
- 1964 — Я — «Береза» — журналіст
- 1965 — Дайте книгу скарг — журналіст в окулярах
- 1965 — Западня — Френк
- 1965 — Чорний бізнес — Умновський
- 1966 — По тонкому льоду — Генадій Васильович Безродный
- 1967 — Там, где длинная зима — Ардишкін
- 1968 — Зигзаг удачі — голова тиражної комісії
- 1968 — Крах — Дмитро Філософов
- 1969 — Старий знайомий — мер міста Володимир Михайлович Ніколаєв
- 1970 — Морський характер
- 1971 — Подвиг на шоссе (короткометражний) — Громов
- 1972 — Визит вежливости — адмирал
- 1973 — Возле этих окон — Гурьев
- 1973 — Людина в штатському
- 1973 — Чорний принц — прокурор
- 1974 — Совість — слідчий прокуратури Володимир Котов
- 1974 — Фронт без флангів — начальник розвідки
- 1976 — Злочин — обвинувач
- 1978 — Живіть в радості — Володимир Миколайович Куманьков
- 1980 — Життя прекрасне — пастор
- 1980 — Синдикат 2
- 1980 — Контрольна смуга
- 1983 — Таємниця вілли «Грета»